# Geldern Prusac
Geldernul Prusac (neerlandeză Pruisisch Gelre, germană Preußisch Geldern) a fost un teritoriu din obținut prin partiționarea Geldernului Spaniol prin Tratatul de la Utrecht și ce a fost administrat de Prusia. 
Prin Pacea Westfalică de la sfărșitul războiului de optzeci de ani, ducatul Geldern este divizat, cartierul din sud rămânând sub dominație spaniolă, Geldern Spaniol, în timp ce cele trei cartiere din nord formau un stat al Provinciilor Unite. Geldernul Spaniol este la rândul lui divizat în 1713, în urma Războiului pentru Succesiunea Spaniolă ce a dus la schimbarea situației din Țările de Jos spaniole. Pe lîngă teritoriul prusac, Provinciile Unite și Austria obțin părți ale teritoriului: Staats-Opper-Gelre în cadrul Teritoriilor Generalității și respectiv teritoriul Geldern Austriac. Toate aceste entități vor exista până în anii 1790 când sunt ocupate de trupelor revoluționare franceze și sunt incorporate în Republica Franceză. Teritoriul Guldersului Prusac va face parte din departamentul Roer. 
Guldersul Prusac conținea următoarer localități:
- actualmente în Germania: Geldern, Kevelaer, Straelen, Grefrath, Kapellen, Rheurdt, Viersen, Wachtendonk, Kerken.
- Actualmente în Olanda (din 1815):
  - la dreapta fluviului Maas: Arcen, Afferden, Bergen, Middelaar, Velden și Well.
  - la stânga fluviului Maas: Kessel, Grubbenvorst.